# Григорьевское (Рыбинский район)
Григо́рьевское — деревня в Михайловском сельском округе Волжского сельского поселения Рыбинского района Ярославской области .
Небольшая деревня расположена на правом, с обрывом высотой 3 м, берегу реки Черёмуха,  между деревнями Ромашково (около 1 км выше по течению и к югу) и Кирилловское (около 700 м ниже по течению, к северу). По правому берегу через эти деревни проходит просёлочная дорога, выходящая на автомобильную дорогу в Чудиново, выше по течению, и в Фелисово, ниже по течению. Сама же автомобильная дорога на этом участке проходит по противоположному левому берегу Черёмухи. На том берегу ниже по течению расположена деревня Починок, а выше по течению деревня Сайгатово. Деревня Григорьевское расположено между проселочной дорогой и берегом реки, она имеет единственную улицу перпендикулярную берегу. В этом районе вдоль берегов Черёмухи расположены небольшие сельскохозяйственные угодья, далее от реки в восточном направлении начинается заболоченный лес шириной около 5 км, за которым начинаются поля и деревни вдоль реки Иода, Часть этого леса к востоку от Григорьевского занимает Чудиновское болото .
Деревня Григорьевская указана на плане Генерального межевания Рыбинского уезда 1792 года.
На 1 января 2007 года в деревне числилось 6 постоянных жителей . Деревня обслуживается почтовым отделением в Сретенье. По почтовым данным в деревне 11 домов .